# ملکه ابرها
ملکهٔ ابرها (به انگلیسی: Queen of the Clouds) نخستین آلبوم استودیویی از خواننده-ترانه‌پرداز سوئدی تو لو می‌باشد که پس از اولین آلبوم چندآهنگهٔ وی تحت عنوان سرم حقیقت (۲۰۱۴) در ۲۴ سپتامبر سال ۲۰۱۴ از سوی آیلند رکوردز منتشر گردید.